# جراحة اضطرابات المفصل الصدغي الفكي
جراحة اضطرابات المفصل الصدغي الفكي
هناك محاولات خلال العشر سنوات الماضية لتطويرالعلاجات الجراحية المعتمدة على التصوير بالرنين المغناطيسي والاشعة المقطعية تلقى الآن اهتماماً أقل، هذه التقنيات بقيت محفوظة في الحالات الأكثر صعوبة حيث فشلت الطرائقا لعلاجية الأخرى،
ولأول مرة توصي الجمعية الأمريكية لجراحي الوجه والفكين نهجاً محافظاً غيرجراحي؛حيث أن 20٪ فقط من المرضى بحاجة للشروع في عملية جراحية.
وهناك أمثلة على العمليات الجراحية التي يتم استخدامها في اضطرابات المفصل الصدغي الفكي، وبعضها أكثر شيوعاً من غيرها، وتشمل بزل المفصل، تنظير المفصل، استئصال الهلالة، إعادة تموضع القرص، قطع اللقمة أواستبدال المفاصل.
قد يسبب تدخل العمليات الجراحية في اضطرابات المفصل الصدغي الفكي إلى تفاقم الأعراض الجانبية. استئصال الهلالة ويسمى أيضاً باستئصال القرص الذي يشير إلى الاستئصال الجراحي للقرص المفصلي،نادراً ما يتم هذا في اضطرابات المفصل الصدغي الفكي، فقد يكون لها بعض الفوائد للألم، ولكنا لاضطراب قد يستمر وبشكل عام يؤدي إلى تنكّس أو إعادة تشكيل المفصل الفكي الصدغي.

## بزل المفصل
يشير بزل المفصل الفكي الصدغي لغسيل (طرد) من المساحة في المفصل العلوي (حيث تحدث معظم حركة التنقل) باستخدام المحلول الملحي عن طريق إدخال الإبر (قنيّات)، نظرياً فإن الضغط الهيدروليكيا لمتولد داخل المفصل والمقترن بالمعالجة الخارجية قادرة على تحرير الالتصاقات، أو ظاهرة القرص الراسية ويؤدي إلى تحسّن في الحركة («تحلل وغسيل»)،  ومن المقترح أيضاً أنّ المحتويات غيرالمرغوب فيها داخل السائل الزليلي للمفصل يمكن غسلها بها؛ مثل البقايا المجهرية (من انهيارالسطوح المفصلية) ووسطاء الألم (الإنزيمات والبروستاجلاندين)، وهناك أيضاً تحفيز الغشاء الزليلي لاستعادة وضعها الطبيعي في وظيفة التشحيم. وكانت هذه الطريقة تُستخدم في البداية لعلاج الانزياح غير ذاك الناتج عن الردود الحاد للقرص المفصلي، ومع ذلك فقد تم استخدام هذه الطريقة لعلاج الانزياح (غير الردود المزمن للقرص المفصلي)، انزياح الردود المزمن للقرص المفصلي الأمامي ،ومرض المفاصل التنكسية (مثل التهاب المفاصل). وفي الانزياح غير الردود الحاد للقرص المفصلي، كانت الطريقة نظرياً أنّ المساحة في المفصل العلوي متضخمة من حالة الانهيار الطبيعي خلال هذا الإجراء، وهذه المساحة الإضافية ستحررالقرص المفصلي ويعود إلى مكانه الصحيح؛ وهذا هو أقل التدخلات وأسهلها لإجراء الخيارات الجراحية. ويمكن أن تتم تحت التخديرالموضعي (ولهذا السبب هو أرخص من تنظير المفصل، على الرغم من أنها قد نفذت أيضا تحت التخدير العام) ولديها الحد الأدنى من المضاعفات.
وعلى الرغم أنه من المقترح بأن بزل المفصل يقلّل من الألم، حيث يزيد من الفتحة القاطعيّة القصوى وله تأثيرات لفترات طويلة، ولكن عندما تم إجراء البحث عن طريق مراجعة منهجية، كان تأثير ذلك على الألم مماثل لتنظيرالمفصل وكانت النتائج غيرمستقرة.
نستنتج مما ذكر من المقترح أن بزل المفصل الصدغي سيكون استخدامه فقط لاضطرابات المفصل الصدغي الفكي ضمن محاولة التحكم العشوائي المصمم بشكل جيد (أي لأغراض إجراء مزيد من البحوث وليس للإدارة الروتينية)، ويمكن الجمع بين بزل المفصل مع حقن هيالورونات الصوديوم في المفصل في نهاية الغسيل بهدف تحسين التشحيم داخل المفصل. [

## تنظير المفصل
يتضمن التنظير إدخال منظار المفصل (وهي عبارة عن كاميرا مرنة ورقيقة جدا) في المفصل عبر قنية واحدة (على العكس من بزل المفصل الذي يتضمن عادة حقنتَين فقط من غير إدخال المنظار)، والتي تُمكّن الجراح من رؤية المساحة في المفصل وتسمح له باستكشافه ومراقبته.
يستخدم التنظير أيضا في المفاصل الأخرى وبتقنية مشابهة لتنظير البطن. حيث يتم إدخال القنية عبر شق صغير فقط أمام الأذن.
صُمم منظار المفصل ليكون قادرا على ضخ أو امتصاص المياه المالحة.
قد يكون الهدف من التنظير كإجراء تشخيصي بحت، أو قد يكون داخل ضمن اجراءات معينة في التدخلات الجراحية داخل المفصل، وفي هذه الحالة يتم إدخال قنية «العمل» الثانية في المفصل أيضاً.
ومن الأمثلة على ذلك تحرير الالتصاقات (مثلاً عن طريق تشريح كليل أو مع الليزر) أو تحرير القرص. ويمكن أيضاً خلال التنظير أخذ الخزعات أو تخفيض القرص. وعادةً يحدث التنظير تحت التخدير العام.
للتنظير فوائد أكثر من بزل المفصل في أنه يسمح للكشف عن المشاكل في داخل هذا المفصل كالانثقاب أو التهاب الغشاء المفصلي، وكما هو الحال مع بزل المفصل ربما عند نهاية العملية يتم حقن هيالورونات الصوديوم في المفصل.

## الحقن داخل المفصل
تم حقن كلّاً من (هيالورونات الصوديوم والغلوكوكرتيكويد) في المفاصل لعلاج اضطرابات المفصل الصدغي الفكي. هيالورونات الصوديوم هو أحد مكونات السائل الزليلي الطبيعي الذي يملأ فراغات المفصل في الحالة الصحية، وتكون مهمته
تشحيم المفصل والحفاظ على بيئته الداخلية، وقد تم استخدامه في التهاب مفصلي الركبة والورك، وقد استُخدم لأول مرة لاضطرابات المفصل الصدغي الفكي في عام 1985.
وتبين من استعراض المفصل عبر الأجهزة أن الهيالورونات قد تكون مفيدة في علامات اضطرابات المفصل الصدغي الفكي السريرية على المدى الطويل، إلا أن هذا قد يكون غير مستقر.
إن تأثيرات الهيالورونات قد تكون مشابهة (للغلوكوكرتيكويد)، وقد يكون هناك فائدة مضافة في بزل المفصل أو تنظيره إذا تم اشتراك الحقن داخل المفصل مع هذه الإجراءات؛ وذُكر أن الأحداث السلبية تكون طفيفة ومؤقتة.

## استبدال المفصل
أثبتت زراعة الفك الاصطناعي بالفعل في السوق قبل القانون الفيدرالي عام 1976، والتي تتطلب أجهزة طبية آمنة وكانت تأثيراتها مُعفاة، واستمرت ليتم بيعها بعد عام 1976 دون دليل على السلامة .ومن اشد الهواجس التي تم اثارتها زراعة المادة اللدنة الفلورية التي قدمها فيتيك، ومنها السيليكون التي قدمها داو كورنينج.
تم تصنيع البدلة الجزئية والكاملة من (فيتيك كينتبروبلاستتفلون) عام 1982-1990 في هيوستن-تكساس .أصبحت للأطراف الاصطناعية للمفصل الفكي الصدغي شعبية مع إدخال فيتيك، ولكن الإثباتات التي تُزرع يمكن أن تسبب ردود فعل منهكة بما في ذلك الألم، سوء الإطباق، ورد فعل الخلايا العملاقة ضد جسم غريب مما يؤدي إلى تدهور الأنسجة المحيطة بها أدّت إلى استدعاء من قبل إدارة الاغذية والعقاقير في 1 / 7/1991.
منذ أن أعلن فيتيك الإفلاس في يونيو 1990 وهرب المالك البلاد، ولم يبق لإدارة الاغذية والعقاقير الا أن تتعامل مع التذكير، وهو ما فعلوه عن طريق إرسال تنبيه السلامة ومجال الصحة العامة .على خلاف ذلك، لم يكن هناك جانب أي متابعة للتذكير، وأصبحت زراعة المفصل الفكي الصدغي من السيليكون البلاستيكي التي تنتجها شركة داو كورنينج لها شعبية خلال فترة عام 1970، ولكن بدأت التقارير حول العطل الميكانيكي على نطاق واسع مع الاهتراء، والتمزّق، وكسر يطفو على السطح حيث أدى تشكل الحطام والشظايا إلى رد فعل التهابي، تنكس مشترك، قسط عظمي، وتورم العقدة الليمفاوية، وتوقف التسويق البلاستيكي المستخدم في المفصل الفكي الصدغي عام 6/15/1993 بعد تحذيرات من إدارة الاغذية والعقاقير والجمعية الأمريكية لجراحي الفم والوجه والفكين.
حتى الآن، فقد وافقت إدارة الأغذية والعقاقير على أربع زراعات للمفصل الفكي الصدغي من قبل ثلاثة مصانع: الأول نظام استبدال المفصل الفكي الصدغي المركب كلياً للمريض (لأنسباش) بواسطة مفهوم المفصل الفكي الصدغي، ثانيا نظام استبدال المفصل الفكي الصدغي كلياً (لوالترلورينز) بواسطة تثبيت دقيق للأداة الطبية، وأخيرا نظام استبدال المفصل الفكي الصدغي من المعدن كلياً ونظام البروز-الحفرة للمفصل الفكي الصدغي الكريستانين(جزء معين مريض)، وكلاهما من المفصل الفكي الصدغي الطبي.
كان نظام استبدال المفصل الفكي الصدغي الكلي (لهوفمان-باباس) التي أنتجتها (إندوتيك) حيث كان استخدامها منذ عام 1995؛ في حين كان ينتظر موافقة إدارة الاغذية والعقاقير النهائية على العمل مع الدكتور مايك باباس، ثم حصل الدكتور ديفيد هوفمان من مستشفى جامعة جزيرة ستاتن موافقة إدارة الاغذية والعقاقير لإجراء دراسة وطنية للتحقيق في التجارب السريرية.